# خواكين غونزاليس (لاعب كرة قدم أمريكية)
خواكين غونزاليس (بالإنجليزية: Joaquin Gonzalez)‏ هو لاعب كرة قدم أمريكية أمريكي، ولد في 7 سبتمبر 1979 في ميامي في الولايات المتحدة.